# No es un río
No es un río es la tercera novela de la escritora argentina Selva Almada, publicada en 2020 bajo la editorial Random House. La trama de la novela sigue a Enero Rey y al Negro, quienes deciden llevar al hijo de su amigo muerto, Tilo, a pescar al mismo río en el que el padre de este se ahogó quince años atrás. La obra fue concebida por la propia autora como el cierre y última novela de «la trilogia de varones», conformada por las también novelas El viento que arrasa (2012) y Ladrilleros (2013).

## Composición
Almada comenzó a escribir No es un río tiempo antes de la publicación de su crónica de no-ficción Chicas muertas (2014), y prosiguió escribiendola durante la escritura de su libro El mono en el remolino. Notas del rodaje de Zama de Lucrecia Martel. Respecto a la novela siendo la tercera y última parte de la denominada «trilogia de varones», la escritora dijo:

Cuando empecé El viento que arrasa no sabía que iban a seguir estas dos novelas, de hecho cuando escribí Ladrilleros tampoco lo sabía. Pero cuando aparecieron las primeras imágenes de esta novela pensé que entre las tres podían formar una especie de trilogía porque están concentradas en personajes masculinos y en el universo de los varones.

Asimismo, la escritora dijo lo siguiente respecto a cómo fue que le surgió la idea inicial de la novela:

El disparador de la novela fue una anécdota que escuché en un asado. Un amigo estaba contando que hacía poco habían pescado una raya gigante en el Paraná. Me llamó la atención (...). A partir de esa escena de pesca, aparecieron los personajes que son los pescadores y ahí empecé a indagar quiénes eran, qué los unía (...). Después fueron apareciendo los otros personajes: los isleños que no tuvieron tanto protagonismo al principio pero que después fueron armándose. El monte y el río también tienen mucha presencia en esta novela (...).

## Temas
Al igual que en las dos novelas anteriores de Almada —El viento que arrasa y Ladrilleros—, en esta la escritora volvió a tocar los vínculos emocionales y la violencia entre hombres. En palabras de la propia autora:

Esa mirada también está en mis novelas porque sería pasar por alto una parte casi constitutiva de las relaciones varoniles que tienen que ver con la violencia y con agruparse para violentar, una característica muy masculina. (...) Tiene que ver con esos pactos de masculinidad y los varones que se construyen en mis historias padecen esa marca. (...) Y así como está este ingreso medio básico del mundo masculino, ese más recurrente, también está la posibilidad de que esos hombres puedan establecer otro tipo de lazos entre ellos y con su entorno. (...) En No es un río los isleros pueden ser muy violentos con los forasteros pero también tienen una nobleza y una entrega hacia la naturaleza, el río, el monte.

De igual forma, Almada puso la presencia de la naturaleza, o más específicamente del río en la novela, casi como un personaje más:

En la novela, particularmente, y en la experiencia real, el río es el cuerpo que viene a ser avasallado por estos hombres que no pertenecen ahí, o sea que vienen a saquear, a matar o a llevar por diversión. Y eso provoca el encono y el enfrentamiento. El agua, la naturaleza, como un cuerpo avasallado por el machismo, por el creer que está ahí te pertenece y puedo tomarlo porque está ahí.

## Recepción
Verónica Boix en una nota para el diario La Nación, dijo que Almada «sabe captar la idiosincrasia de una región. Sus personajes revelan, en su parquedad, una vida interior densa, azotada por inquietudes existenciales. Quizás el silencio y las voces de la naturaleza ocupen el lugar de una respuesta posible».
La novela fue finalista del Premio de Novela Sara Gallardo para obras editadas en el período 2019-2020 por escritoras argentinas y finalista del Premio Medife-Filba